# Pterossauro
Os pterossauros constituem uma ordem extinta da classe Reptilia (ou Sauropsida), que corresponde aos répteis voadores do período Mesozóico. Embora sejam seus contemporâneos, estes animais não eram dinossauros. O grupo surgiu no Triássico Superior e desapareceu na Extinção do Cretáceo-Paleogeno, há aproximadamente 66 milhões de anos. Os primeiros pterossauros tinham mandíbulas cheias de dentes e uma cauda longa, enquanto que as espécies do Cretáceo quase não possuíam dentes numa mandíbula que parecia um bico e a cauda estava bastante reduzida. Alguns dos melhores fósseis de pteurossauros vêm do planalto de Araripe no Brasil.
O primeiro fóssil de pterossauro foi descrito em 1784 pelo naturalista italiano Cosimo Collini, que os interpretou como sendo de um animal aquático. Somente em 1809 Georges Cuvier faria a correção ao trabalho de Collini, afirmando tratar-se de um réptil voador, cuja asa era uma membrana corporal em conexão com os dedos da pata anterior, característica esta, que fez Cuvier denomina-lo pterodáctilo (do grego ptero = asas e dáctilo = dedos).
As asas dos pterossauros eram constituídas por membranas dérmicas, fortalecidas por fibras, ligadas a partir do quarto dedo, que era desproporcionalmente longo. O pulso contém um osso extra, o pteróide, que ajuda a suportar esta membrana. As asas dos pterossauros terminavam nos membros posteriores, ao contrário dos morcegos atuais, onde as asas são braços modificados. Outras adaptações para o voo incluíam ossos ocos (como as aves modernas) e um esterno em forma de quilha, próprio para a fixação dos músculos usados no voo. Os pterossauros não tinham penas, mas há evidências de que algumas espécies pudessem ter o corpo coberto de pelos (no entanto, diferente ao dos mamíferos). O estilo de vida destes animais sugere que fossem de sangue quente (endotérmicos). As primeiras espécies a surgir no registro fóssil tiveram mandíbulas totalmente dentadas e caudas longas, enquanto as formas posteriores tinham uma cauda altamente reduzida, e alguns não tinham dentes.
A estrutura óssea e a dentição dos pterossauros sugere que fossem animais carnívoros. Outras pistas do seu comportamento são oferecidas por algumas descobertas fósseis:
- No Chile descobriu-se uma jazida com inúmeros pterossauros juvenis, o que sugere que procriassem em colônias como as aves marinhas atuais.
- Foi encontrado um dente de espinossauro embebido numa vértebra de pterossauro, o que mostra que eram presas pelo menos deste dinossauro.

## Picnofibra
Picnofibras refere-se a cabelos, plumagens e tegumentos que costumavam ser chamados de tufos fossilizados. Picnofibras eram estruturas curtas e simples. O único marco interno nesses filamentos era um canal que subia pelo meio e, ao contrário dos pêlos de mamíferos, as picnofibras não eram enraizadas na pele.
Essas diferenças estabelecem que peles de pterossauro são separadas das de outras criaturas pré-históricas, incluindo dinossauros cobertos de penas. Picnofibras eram um traço universal de pterossauro, provavelmente presente nos primeiros membros da linhagem, e há evidências de que as proto-penas poderiam estar presentes nos primeiros dinossauros.

## Filogenia e Classificação
As relações internas dos Pterosauria estão em constante mudança, e a classificação a seguir é a união das filogenias mais recentes e bem embasadas.
- Ordem Pterosauria (extinta)[10][11][12]
  - Faxinalipterus?
  - Caviramidae?
  - Eopterosauria?
  - Preondactylia
    - Preondactylus

  - Caviramidae
    - Carniadactylus?
    - Caviaramus
    - Raeticodactylus
    - Austriadraconidae
      - Articodactylus
      - Austriadraco
      - Seazzadactylus

  - Zambellisauria
    - Peteinosaurus
    - Macronychoptera
      - Dimorphodontidae
        - Dimorphodon
        - Caelestiventus

      - Longchognata
        - Eudimorphodon
        - Novialoidea
          - Campylognathoides spp
          - Caelidracones
            - Anurognathidae
            - Sordes
            - Rhamphorhynchidae
            - Monofenestrata
              - Darwinoptera
              - Pterodactyloidea
                - Kryptodrakon
                - Lophocratia
                  - Archaeopterodactyloidea
                    - Pterodactylus
                    - Euctenochasmatia
                    - Germanodactylidae

                  - Eupterodactyloidea
                    - Haopterus
                    - Ornithocheiroidea
                      - Pteronodontoidea
                        - Piksi?
                        - Ornithocheiromorpha
                          - Serradraco
                          - Unwindia
                          - Lonchodectidae
                          - Lanceodontia
                            - Boreopteridae
                            - Lonchodraconidae
                            - Ornithocheirae
                              - Ornithocheirus
                              - Targaryendraconia
                                - Targaryendraconidae
                                - Cimoliopteridae

                              - Anhangeria
                                - Hamipteridae
                                - Anhangeridae
                                  - Tropeognathinae
                                  - Coloborhynchinae
                                  - Anhanguerinae

                        - Pteranodontia
                          - Nyctosauridae
                          - Pteranodontidae

                      - Azdarchoidea/Tapejaroidea

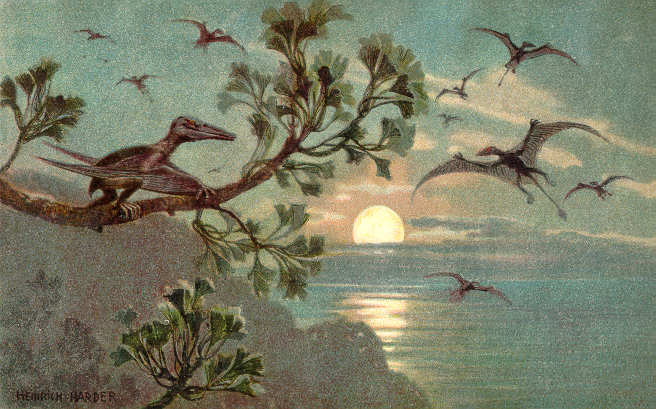
Antiga ilustração (cerca de 1920) retratando Pterodactylus e Rhamphorhynchus, dois gêneros de pterossauros do período Jurássico.

                        - Dsungapteridae
                        - Azdarchoidea
                          - Tapejaridae
                            - Tapejarinae
                            - Thalassodrominae?

                          - Azdarchomorpha
                            - Alanqidae
                            - Chayangopteridae
                            - Radiodactylus
                            - Azdarchidae

## Descobertas na História
A descoberta do maior réptil pré-histórico voador da América do Sul, encontrado no Nordeste do Brasil, foi anunciada em 20 de Março de 2013, pelo Museu Nacional da Universidade Federal do Rio de Janeiro (UFRJ). O pterossauro media 8,5 metros de uma asa à outra e pesava 70 quilos. A descoberta foi feita na Chapada do Araripe, entre os estados do Ceará, Piauí e de Pernambuco, por três grupos de pesquisadores brasileiros. Eles encontraram 60% do fóssil do animal, incluindo o crânio, em bom estado de preservação.

### Alguns gêneros bem conhecidos
- Anhanguera
- Cearadactylus
- Dsungaripterus
- Pteranodon
- Pterodactilo
- Pterodaustro
- Quetzalcoatlus
- Rhamphorhynchus